# Oratorio dell’Angelo Custode
Das Oratorio dell’Angelo Custode ist ein Kirchenbau des Spätbarock in Palermo.

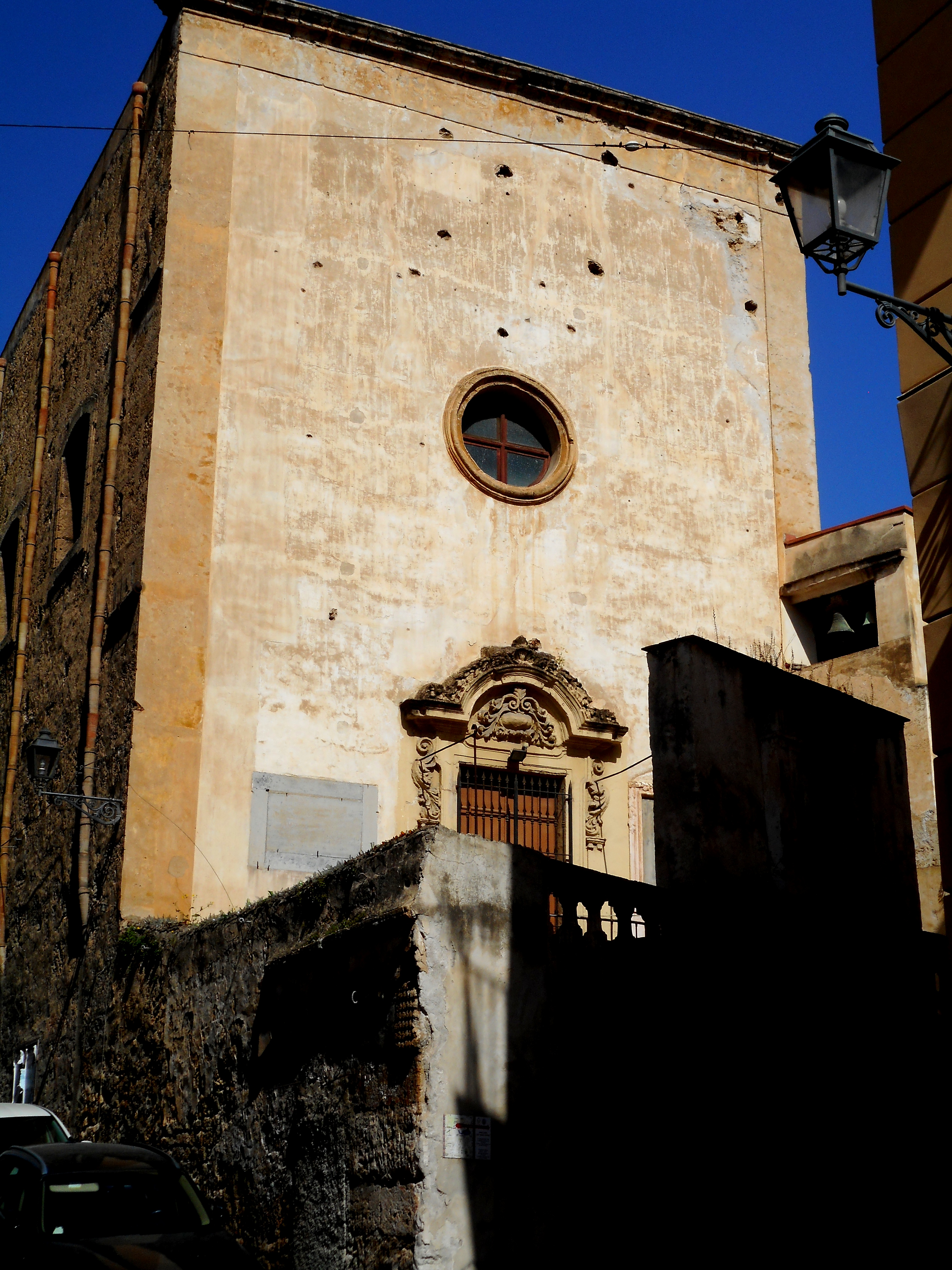
Fassade

Errichtet wurde das in der Via dei Carrettieri gelegene Gebäude im Auftrag der Bruderschaft der Schutzengel (Confraternita dell’Angelo Custode) zwischen 1699 und 1701.
Eine vorgesetzte hohe Mauer mit Balustrade und der Figur eines Engels in einer Nische umschließt einen kleinen Innenhof. Eine weite zweiflüglige Treppe führt zum Eingangsportal ins obere Geschoss. Die Fassade ist schlicht gehalten, den einzigen Bauschmuck bilden ein Tympanon mit dem barock verzierten Wappen der Bruderschaft, das von einem Dreiecksgiebel bekrönt wird und ein Okulus in der Fassadenmitte. Zwischen den beiden Treppenarmen führt ein kurzer Gang mit Tonnengewölbe in die ebenerdig gelegene Krypta.
Das Innere des einschiffigen Oratoriums mit fünf Altären ist mit Stuck des 18. Jahrhunderts von unbekannten Künstlern dekoriert. Erwähnenswert sind die Gemälde „Madonna degli staffieri“ von Gioacchino Martorana und „Angelo custode“ von Michelangelo Cimino. Die weiteren Gemälde und Skulpturen stammen von unbekannten sizilianischen Künstlern des 18. und 19. Jahrhunderts.